# ジョージ・ウォーリントン
ジョージ・ウォーリントン（George Wallington、1924年10月27日 シチリア島パレルモ - 1993年2月15日 フロリダ州ケープコーラル）は、アメリカ合衆国のビバップ・ジャズのピアニストで作曲家。本名はジャチント・フィーリャ（Giacinto Figlia）。バップ様式のスタンダード、「レモン・ドロップ（Lemon Drop）」や「ゴッドチャイルド（Godchild）」の作曲家としてとりわけ名高い。

## 略歴
1943年から1953年までディジー・ガレスピーやジョー・マーサラ、チャーリー・パーカー、サージ・チャロフ、アレン・イーガー、カイ・ウィンディング、テリー・ギブス、ブリュー・ムーア、アル・コーン、ジェリー・マリガン、 ズート・シムズ、レッド・ロドニー、ライオネル・ハンプトンらと共演し、バンドリーダーとしてサヴォイ・レコードやブルーノート（1950年）に録音した。1954年から1960年までは、ジャッキー・マクリーンやドナルド・バード、フィル・ウッズらの新進演奏家を迎えてニューヨークでいくつかのグループのリーダーを務め、これらのミュージシャンとプレスティッジ・レコードやアトランティック・レコードにリーダー・アルバムを録音している。1960年に家業を継ぐため音楽界から引退したが、1984年にジャズ界に復帰すると、3枚のアルバムを録音した。

## ディスコグラフィ

### リーダー・アルバム
- The George Wallingon Trio (1953年、Prestige) ※1952年-1953年録音
- 『ザ・ジョージ・ウォーリントン・アンド・ヒズ・バンド』 - Showcase (1954年、Blue Note)
- George Wallington with Strings (1954年、Norgran)
- 『カフェ・ボヘミアのジョージ・ウォーリントン』 - Live at the Café Bohemia (1955年、Progressive)
- 『ザ・ジョージ・ウォーリントン・トリオ&セプテット』 - The George Wallington Trios and Septet (1956年、Savoy) ※1949年-1951年録音
- 『ジャズ・フォー・ザ・キャリッジ・トレード』 - Jazz for the Carriage Trade (1956年、Prestige)
- 『メトロノーム・オール・スターズ1956』 - Metronome All-Stars 1956 (1956年、Clef) ※ソロによる「Lady Fair」のみ収録
- 『ナイト・ミュージック』 - Knight Music (1956年、Atlantic)
- 『ザ・ニューヨーク・シーン』 - The New York Scene (1957年、New Jazz)
- 『ジャズ・アット・ホッチキス』 - Jazz at Hotchkiss (1957年、Savoy)
- 『手品師』 - The Prestidigitator (1957年、East-West)
- 『レナード・フェザー・プレゼンツ・バップ』 - Leonard Feather Presents Bop (1957年、Mode) ※代表曲「レモン・ドロップ」収録
- Trios (1968年、RCA Vogue) ※1954年録音
- 『ジョージ・ウォリントン・トリオとエディ・コスタ・トリオ』 - The Workshop of the George Wallington Trio (1968年、Verve)
- 『ジョージ・ウォーリントン・イズ・バック〜ヴァーテュオーソ』 - Virtuoso (1984年、Interface	Solo piano)
- 『ザ・プレジャー・オブ・ア・ジャズ・インスピレーション』 - The Pleasure of a Jazz Inspiration (1985年、VSOP)
- 『ザ・シンフォニー・オブ・ア・ジャズ・ピアノ』 - The Symphony of a Jazz Piano (1986年、Interface)